# Biblioteca Nacional de Estonia
La Biblioteca Nacional de Estonia (en estonio: Eesti Rahvusraamatukogu) es una institución pública nacional en Estonia, que opera de conformidad con la ley de la Biblioteca Nacional de Estonia. Se estableció como la biblioteca del Parlamento de Estonia el 21 de diciembre de 1918.
De acuerdo con la Ley, la Biblioteca Nacional de Estonia es el custodio de la memoria y el patrimonio nacional de Estonia, y actúa como centro depositario de la literatura estonia y la bibliografía nacional.

## Historia
El 21 de diciembre de 1918, el Gobierno Provisional de la República de Estonia tomó la decisión de establecer la Biblioteca Estatal. La colección principal de la Biblioteca era de unos 2000 títulos necesarios para la elaboración de leyes y el gobierno, y los primeros usuarios fueron los miembros del Parlamento (Riigikogu). La biblioteca estaba ubicada en dos pequeñas salas del edificio del Parlamento en el castillo de Toompea.
Durante la época de la República independiente de Estonia de 1918 a 1940, la Biblioteca se desarrolló y creció rápidamente. En 1919, la Biblioteca comenzó a recibir una copia de depósito legal de todo el material impreso publicado en Estonia. En 1921 se concluyeron los primeros acuerdos de intercambio internacional. En 1935, la Biblioteca Estatal estableció una Colección de Archivos de todas las publicaciones en el idioma estonio y sobre Estonia. Este fue el comienzo de una adquisición sistemática de material impreso en Estonia y los países bálticos. En la década de 1930, la Biblioteca Estatal comenzó a realizar más funciones que las de una biblioteca parlamentaria: las colecciones comprendían alrededor de 50.000 artículos y entre los lectores figuraban destacados intelectuales, figuras culturales y públicas.
Con la ocupación soviética, la Biblioteca se convirtió en una biblioteca pública regular, conocida con el nombre de Biblioteca Estatal de la República Socialista Soviética de Estonia. El papel de la biblioteca cambió considerablemente: se cortaron todos los vínculos con países extranjeros y sus bibliotecas, y predominaron las publicaciones rusas, en su mayoría compuestas por copias de depósito de toda la Unión. La mayor parte de las publicaciones estonias y extranjeras se colocó en colecciones de acceso restringido. Entre 1948 y 1992, la Biblioteca se instaló en la antigua Casa de la Caballería de Estonia en el centro histórico de Tallin.
1953, la Biblioteca recibió su nombre de Friedrich Reinhold Kreutzwald, un destacado hombre de letras del Despertar Nacional de Estonia y autor de la epopeya nacional de Estonia, Kalevipoeg. Las colecciones ascendían entonces a un millón de artículos.
El movimiento de liberación que comenzó en los países bálticos en la década de 1980 y la restauración de la República independiente de Estonia el 20 de agosto de 1991 cambiaron considerablemente el papel de la Biblioteca.
En 1988, la Biblioteca Estatal Friedrich Reinhold Kreutzwald pasó a llamarse Biblioteca Nacional de Estonia con la misión de recopilar, preservar y proporcionar acceso a todos los documentos publicados en el idioma estonio y en Estonia, y también sobre o incluyendo información sobre Estonia.
En 1989, se restauró la condición jurídica de la biblioteca como biblioteca parlamentaria con la obligación de proporcionar servicios de información para el Riigikogu y el Gobierno. La actual Biblioteca Nacional de Estonia es una entidad jurídica de derecho público que funciona de conformidad con la Ley de la Biblioteca Nacional de Estonia, adoptada en 1998 y enmendada en 2002 y 2006, y sus Estatutos. Su órgano colegiado de toma de decisiones es la Junta Nacional de Bibliotecas con miembros designados por el Riigikogu.